# Kandidaturen voor de Olympische Zomerspelen 2016

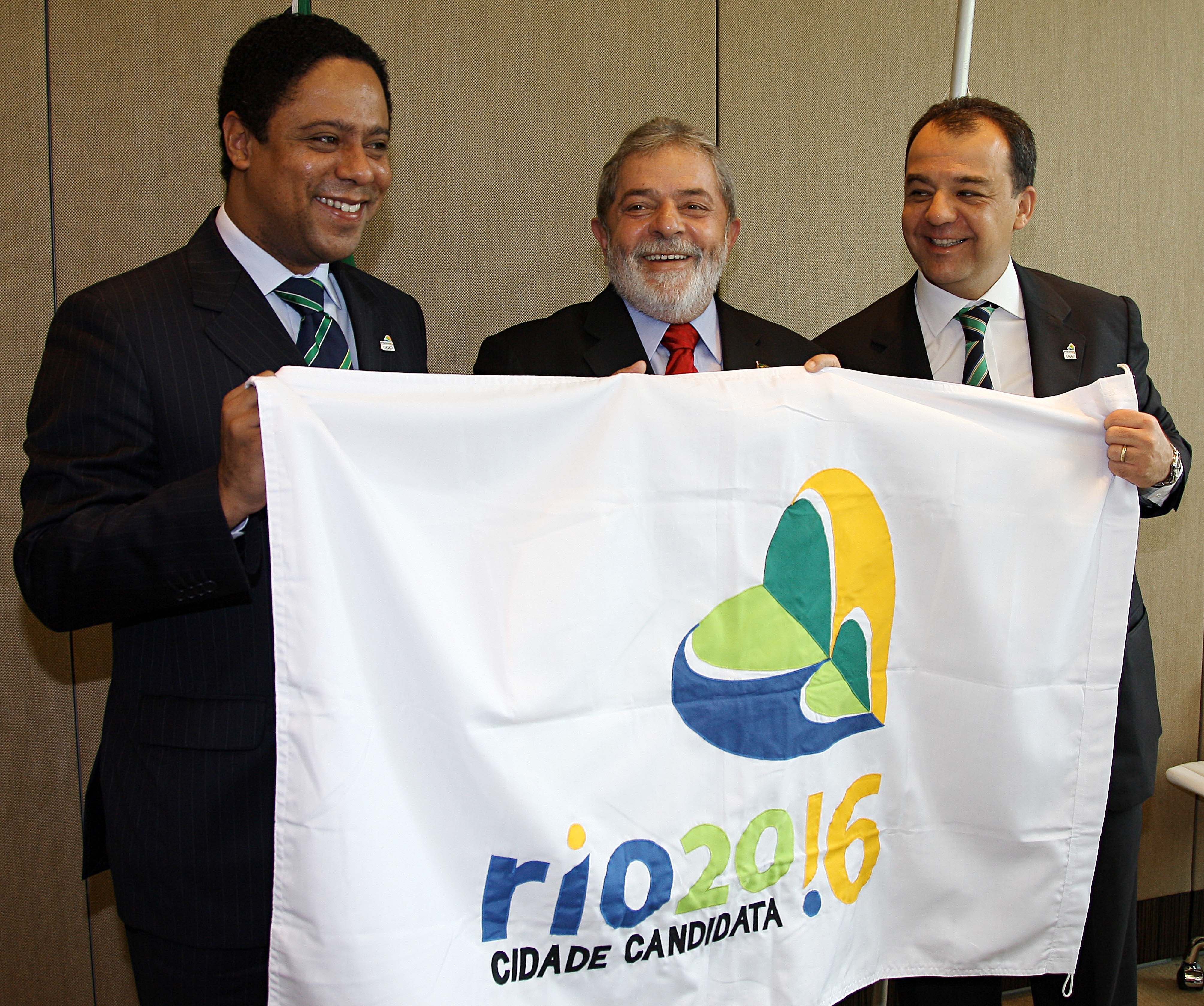
Logo van de kandidatuur van Rio

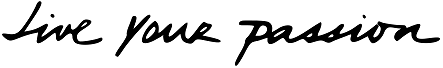
Slogan van Rio voor de kandidatuur

Zeven steden waren officieel kandidaat om de Olympische Zomerspelen van 2016 te houden.
De steden die de Zomerspelen van 2016 wilden organiseren konden zich tot 13 september 2007 kandidaat stellen bij het IOC. Na een technische evaluatie werden op 4 juni 2008 tijdens een IOC-bijeenkomst in Athene vier steden officieel als kandidaat benoemd, dit waren Chicago, Madrid, Rio de Janeiro en Tokio. Deze steden konden hierop een uitgebreider voorstel uitwerken. De drie resterende steden Bakoe, Doha en Praag vielen af.
Eén maand voor de definitieve beslissing maakte het IOC haar voorlopige evaluatierapport openbaar, waarin stond dat Rio de Janeiro en Chicago een lichte voorkeur verdienden.
Hoewel Rio de Janeiro's kansen op het binnenhalen van het evenement groot leken, leken de kansen voor Chicago vlak voor de beslissing aanzienlijk te stijgen, onder andere doordat de Amerikaanse president en ex-inwoner van Chicago Barack Obama een bliksembezoek bracht aan Kopenhagen. Oorspronkelijk zou alleen zijn vrouw Michelle Obama een bezoek brengen aan het congres. De toespraken van grote wereldleiders leidden ook al in 2005 en 2007 tot de overwinning van respectievelijk Londen en Sotsji. Overigens waren de leiders uit de andere landen, waaronder Juan Carlos I van Spanje en Luiz Inácio Lula da Silva, ook aanwezig.
Madrid en Tokio kampten vooral met het probleem dat de Spelen al in deze eeuw op hetzelfde continent gehouden was. Ook was de steun van de bevolking in Tokio maar ongeveer 55 procent. Chicago had als nadeel dat men amper financiële steun van de overheid zou ontvangen. Voor Rio was vooral de veiligheid een onderwerp van discussie.
Op 2 oktober 2009 werd er op het 121e IOC-congres in Kopenhagen de definitieve stad gekozen. In de eerste ronde werd verrassend Chicago weggestemd, daarna volgde Tokio. Uiteindelijk viel ook Madrid af, waardoor Rio de Janeiro de organisator is geworden voor de Olympische Spelen in 2016.

## Steden

Locatie van de kandidaatsteden

Zeven steden zijn in 2007 officieel door hun Nationaal Olympisch Comité (NOC) voorgedragen. In 2008 heeft het IOC hier vier steden tot kandidaatstad benoemd.

### Stemming
Nadat alle steden hun pleidooi hebben gehouden voor alle IOC leden en hun vragen hadden beantwoord volgde er een stemronde van drie rondes. Omdat in de eerste stemronde geen stad de meerderheid van de stemmen behaalde (50% + 1) werd een tweede ronde gehouden. Hieraan mocht de stad met de minste stemmen uit de eerste ronde, Chicago, niet deelnemen. Ook in de tweede ronde behaalde geen stad de meerderheid en viel Tokio af. De laatste ronde, tussen Madrid en Rio de Janeiro, werd met 66 tegen 32 stemmen gewonnen door de Zuid-Amerikaanse stad.
| Kandidaatstad  | Land             | Continent     | Shortlist evaluatiescore | Stemmen ronde 1 | Stemmen ronde 2 | Stemmen ronde 3 |
| -------------- | ---------------- | ------------- | ------------------------ | --------------- | --------------- | --------------- |
| Rio de Janeiro | Brazilië         | Zuid-Amerika  | 6,4                      | 26              | 46              | 66              |
| Madrid         | Spanje           | Europa        | 8,1                      | 28              | 29              | 32              |
| Tokio          | Japan            | Azië          | 8,3                      | 22              | 20              | -               |
| Chicago        | Verenigde Staten | Noord-Amerika | 7,0                      | 18              | -               | -               |

### Eerder afgevallen
| Kandidaatstad | Land         | Continent | Shortlist evaluatiescore | Website                     |
| ------------- | ------------ | --------- | ------------------------ | --------------------------- |
| Bakoe         | Azerbeidzjan | Azië      | 4.3                      | (en) (az) baku2016.org.az   |
| Doha          | Qatar        | Azië      | 6.9                      | (en) (fr) (ar) doha2016.org |
| Praag         | Tsjechië     | Europa    | 5.3                      | (en) (cs) praha2016.org     |

### Geïnteresseerde steden
- Bangkok, Thailand

Na de olympische prestaties op de Spelen van 2004 toonde Thailand interesse, maar uiteindelijk besloot het te bieden op de Olympische Jeugd Zomerspelen 2010, die ze uiteindelijk niet zouden krijgen.
- Buenos Aires, Argentinië
- Kaapstad en Durban, Zuid-Afrika
- Delhi, India

Delhi zou oorspronkelijk een kandidaat worden, maar besloot om te gaan bieden op de volgende Olympische Zomerspelen, die van 2020.
- Dubai, Verenigde Arabische Emiraten
- Fukuoka en Sapporo, Japan

De Japanse steden waren nationale kandidaten, maar werden geëlimineerd.
- Houston, Los Angeles, Philadelphia en San Francisco, Verenigde Staten

Deze steden waren de interne kandidaten die de nationale kandidatuur verloren aan Chicago.
- Istanboel, Turkije
- Lissabon, Portugal
- Monterrey, Mexico
- Montreal en Toronto, Canada

Beide steden lieten hun aspiraties vallen toen Vancouver de kandidatuur van de Olympische Winterspelen van 2010 won.
- Nairobi, Kenia
- Rome, Italië
- San Diego en Tijuana

De steden overwogen een gecombineerde kandidatuur.
- São Paulo, Brazilië

São Paulo verloor de nationale kandidatuur.